# Ања Викер
Ања Викер (Штутгарт, 22. децембар 1991) је немачка пара нордијска скијашица и биатлонка.

## Биографија
Рођена је 22. децембра 1991. у Штутгарту. Нордијским скијањем се бави од 2006, а на међународним такмичењима учествује од 2010. године. Прво такмичење су јој Зимске параолимпијске игре 2014, у нордијском скијању и биатлону. Освојила је своју прву златну медаљу у биатлону на десет километара, као и сребрну медаљу на 12,5 километара.
Представљала је Немачку на Зимским параолимпијским играма 2014. освојивши златну и сребрну медаљу у биатлону. Такође је представљала Немачку на Зимским параолимпијским играма 2018. и 2022. године.
Освојила је златну медаљу у биатлону на шест километара и бронзану медаљу на 7,5 километара у нордијском скијању на Светском првенству 2021. у Лилехамеру.
Добитница је Сребрног ловоровог листа, највишег спортског признања у Немачкој.